# Regije Rimskega cesarstva
Okoli leta 7 našega štetja je rimski cesar Avgust razdelil ozemlje Apeninskega polotoka na 11 regij (latinsko regio, v množini regiones). Zgodovinsko ni pojasnjeno, zakaj naj bi bila potrebna taka upravna organizacija, ki je bila za tiste čase dokaj inovativna. Prevladuje mnenje, da je hotel Avgust na ta način poenotiti administracijo raznih mest, trgov, kolonij, municipijev in drugih organiziranih skupnosti, ob upoštevanju njihovih etničnih, jezikovnih in geografskih lastnosti. Po vsej verjetnosti je bil končni cilj tako zahtevne preureditve finančnega značaja, saj je zagotavljal natančnejšo davčno politiko. Ne nazadnje je delitev na regije bistveno pripomogla k izvedbi ljudskega štetja (census), ki se je v državi redno vršilo in je bilo podlaga za razne zakone.
Za časa Avgusta so se regije označevale samo s številko (Regio I, Regio II, itd.), pozneje je bilo dodano tudi ime:
- Regio I Latium et Campania
- Regio II Apulia et Calabria
- Regio III Lucania et Bruttii
- Regio IV Samnium
- Regio V Picenum
- Regio VI Umbria et ager Gallicus
- Regio VII Etruria
- Regio VIII Aemilia
- Regio IX Liguria
- Regio X Venetia et Histria
- Regio XI Transpadana[1]

Avgustove regije niso dolgo trajale in zato niso dosegle nobenega od svojih morebitnih ciljev. Vsekakor so pomembne, ker so bile za tiste čase zelo napredna ureditev države. Kot je razvidno iz zemljevida, so grobi obrisi tedanjih regij zelo blizu meja današnje politične razdeljenosti Italije na dežele.